# Tour de France 2020/16. Etappe
Die 16. Etappe der Tour de France 2020 fand am 15. September 2020 nach dem zweiten Ruhetag statt. Die 164 Kilometer lange Bergetappe startete in La Tour-du-Pin und endete im Skigebiet Côte 2000 bei Villard-de-Lans. Die Fahrer absolvierten insgesamt 3.903 Höhenmeter.
Etappensieger wurde Lennard Kämna (Bora-hansgrohe) mit 1:27 Minuten Vorsprung auf Richard Carapaz (Ineos Grenadier) und 1:56 Minuten auf Sébastien Reichenbach (Groupama-FDJ. Nach einem zunächst gescheiterten Ausreißversuch von 40 Fahrern gewann Nans Peters (Ag2r La Mondiale) die erste Bergwertung der 4. Kategorie an der Côte de Virieu nach km 12,5. Anschließend bildete sich eine 15-köpfige Spitzengruppe, aus der heraus Matteo Trentin (CCC) den Zwischensprint in Saint-Joseph-de-Rivière nach 44,5 Kilometern und Pierre Rolland (B&B Hotels) die beiden folgenden Bergwertungen der 2. Kategorie gewann. Während des zweiten Anstiegs der zweiten Kategorie (Côte de Revel nach km 94,5) schloss eine fünfköpfige Verfolgergruppe zur Spitze auf. Im Anstieg zur Montée de Saint-Nizier-du-Moucherotte (1. Kategorie, km 143,5) attackierten zunächst Rolands Teamkollege Quentin Pacher und kurz darauf die drei Erstplatzierten des Tages zusammen mit Julian Alaphilippe (Deceuninck-Quick-Step). Kurz vor der Passhöhe konnte dann Carapaz bis auf Kämna alle Begleiter abschütteln, dann aber dessen Attacke auf den letzten Steigungsmetern nicht mehr folgen. Hinter den Ausreißern kamen die Gesamtklassement-Ersten mit fast 17 Minuten Rückstand auf Kämna im Ziel an. Nairo Quintana (Arkéa-Samsic) fiel am Zielhang aus der Gruppe der Favoriten zurück und verlor seinen neunten Gesamtrang.

## Zeitbonifikationen
| Zeitbonus am Montée de Saint-Nizier-du-Moucherotte bei Kilometer 143,5 auf 1169 m Höhe | Zeitbonus am Montée de Saint-Nizier-du-Moucherotte bei Kilometer 143,5 auf 1169 m Höhe |
| Fahrer                                                                                 | Zeitbonus                                                                              |
| -------------------------------------------------------------------------------------- | -------------------------------------------------------------------------------------- |
| 1. Lennard Kämna (BOH)                                                                 | 8 Sekunden                                                                             |
| 2. Richard Carapaz (INS)                                                               | 5 Sekunden                                                                             |
| 3. Sébastien Reichenbach (GFC)                                                         | 2 Sekunden                                                                             |

| Zeitbonus am Etappenziel in Villard-de-Lans bei Kilometer 164 auf 1152 m Höhe | Zeitbonus am Etappenziel in Villard-de-Lans bei Kilometer 164 auf 1152 m Höhe |
| Fahrer                                                                        | Zeitbonus                                                                     |
| ----------------------------------------------------------------------------- | ----------------------------------------------------------------------------- |
| 1. Lennard Kämna (BOH)                                                        | 10 Sekunden                                                                   |
| 2. Richard Carapaz (INS)                                                      | 6 Sekunden                                                                    |
| 3. Sébastien Reichenbach (GFC)                                                | 4 Sekunden                                                                    |

## Punktewertung
| Zwischensprint in Saint-Joseph-de-Rivière nach 44,5 km auf 413 m |             |                             |         |
| 1.                                                               | Italien     | Matteo Trentin (CCC)        | 20 Pkt. |
| 2.                                                               | Italien     | Daniel Oss (BOH)            | 17 Pkt. |
| 3.                                                               | Frankreich  | Julian Alaphilippe (DQT)    | 15 Pkt. |
| 4.                                                               | Italien     | Alberto Bettiol (EF1)       | 13 Pkt. |
| 5.                                                               | Schweiz     | Sébastien Reichenbach (FDJ) | 11 Pkt. |
| 6.                                                               | Deutschland | Lennard Kämna (BOH)         | 10 Pkt. |
| 7.                                                               | Frankreich  | Warren Barguil (ARK)        | 9 Pkt.  |
| 8.                                                               | Kolumbien   | Winner Anacona (ARK)        | 8 Pkt.  |
| 9.                                                               | Ecuador     | Richard Carapaz (INS)       | 7 Pkt.  |
| 10.                                                              | Spanien     | Imanol Erviti (MOV)         | 6 Pkt.  |
| 11.                                                              | Costa Rica  | Andrey Amador (INS)         | 5 Pkt.  |
| 12.                                                              | Spanien     | Carlos Verona (MOV)         | 4 Pkt.  |
| 13.                                                              | Irland      | Nicolas Roche (SUN)         | 3 Pkt.  |
| 14.                                                              | Frankreich  | Quentin Pacher (BVC)        | 2 Pkt.  |
| 15.                                                              | Danemark    | Christopher Juul (MTS)      | 1 Pkt.  |

| Etappenziel in Villard-de-Lans nach 164 km auf 1152 m |             |                             |         |
| 1.                                                    | Deutschland | Lennard Kämna (BOH)         | 30 Pkt. |
| 2.                                                    | Ecuador     | Richard Carapaz (INS)       | 25 Pkt. |
| 3.                                                    | Schweiz     | Sébastien Reichenbach (GFC) | 22 Pkt. |
| 4.                                                    | Russland    | Pawel Siwakow (INS)         | 19 Pkt. |
| 5.                                                    | Deutschland | Simon Geschke (CCC)         | 17 Pkt. |
| 6.                                                    | Frankreich  | Warren Barguil (BVC)        | 15 Pkt. |
| 7.                                                    | Belgien     | Tiesj Benoot (SUN)          | 13 Pkt. |
| 8.                                                    | Irland      | Nicolas Roche (SUN)         | 11 Pkt. |
| 9.                                                    | Frankreich  | Quentin Pacher (BVC)        | 9 Pkt.  |
| 10.                                                   | Frankreich  | Julian Alaphilippe (DQT)    | 7 Pkt.  |
| 11.                                                   | Italien     | Alberto Bettiol (EF1)       | 6 Pkt.  |
| 12.                                                   | Spanien     | Carlos Verona (MOV)         | 5 Pkt.  |
| 13.                                                   | Frankreich  | Pierre Rolland (BVC)        | 4 Pkt.  |
| 14.                                                   | Italien     | Matteo Trentin (CCC)        | 3 Pkt.  |
| 15.                                                   | Spanien     | Imanol Erviti (MOV)         | 2 Pkt.  |

## Bergwertungen
| Côte de Virieu Kategorie 4 nach 12,5 km auf 562 m 2,3 km bei 6,8 % |            |                   |        |
| 1.                                                                 | Frankreich | Nans Peters (ALM) | 1 Pkt. |

| Col de Porte Kategorie 2 nach 66,5 km auf 1326 m 7,4 km bei 6,8 % |             |                       |        |
| 1.                                                                | Frankreich  | Pierre Rolland (BVC)  | 5 Pkt. |
| 2.                                                                | Irland      | Nicolas Roche (SUN)   | 3 Pkt. |
| 3.                                                                | Deutschland | Lennard Kämna (BOH)   | 2 Pkt. |
| 4.                                                                | Ecuador     | Richard Carapaz (INS) | 1 Pkt. |

| Côte de Revel Kategorie 2 nach 94,5 km auf 752 m 6,0 km bei 8,0 % |             |                       |        |
| 1.                                                                | Frankreich  | Pierre Rolland (BVC)  | 5 Pkt. |
| 2.                                                                | Deutschland | Simon Geschke (CCC)   | 3 Pkt. |
| 3.                                                                | Ecuador     | Richard Carapaz (INS) | 2 Pkt. |
| 4.                                                                | Frankreich  | Quentin Pacher (BVC)  | 1 Pkt. |

| Montée de Saint-Nizier-du-Moucherotte Kategorie 1 nach 143,5 km auf 1169 m 11,1 km bei 6,5 % |             |                             |         |
| 1.                                                                                           | Deutschland | Lennard Kämna (BOH)         | 10 Pkt. |
| 2.                                                                                           | Ecuador     | Richard Carapaz (INS)       | 8 Pkt.  |
| 3.                                                                                           | Schweiz     | Sébastien Reichenbach (GFC) | 6 Pkt.  |
| 4.                                                                                           | Frankreich  | Julian Alaphilippe (DQT)    | 4 Pkt.  |
| 5.                                                                                           | Frankreich  | Quentin Pacher (BVC)        | 2 Pkt.  |
| 6.                                                                                           | Deutschland | Simon Geschke (CCC)         | 1 Pkt.  |

| Villard-de-Lans Kategorie 3 nach 164,0 km auf 1152 m 2,2 km bei 6,5 % |             |                       |        |
| 1.                                                                    | Deutschland | Lennard Kämna (BOH)   | 2 Pkt. |
| 2.                                                                    | Ecuador     | Richard Carapaz (INS) | 1 Pkt. |

## Ausgeschiedene Fahrer
- David Gaudu (GFC): Aufgabe
- Jérôme Cousin (TDE): Karenzzeit überschritten